# Matti Breschel

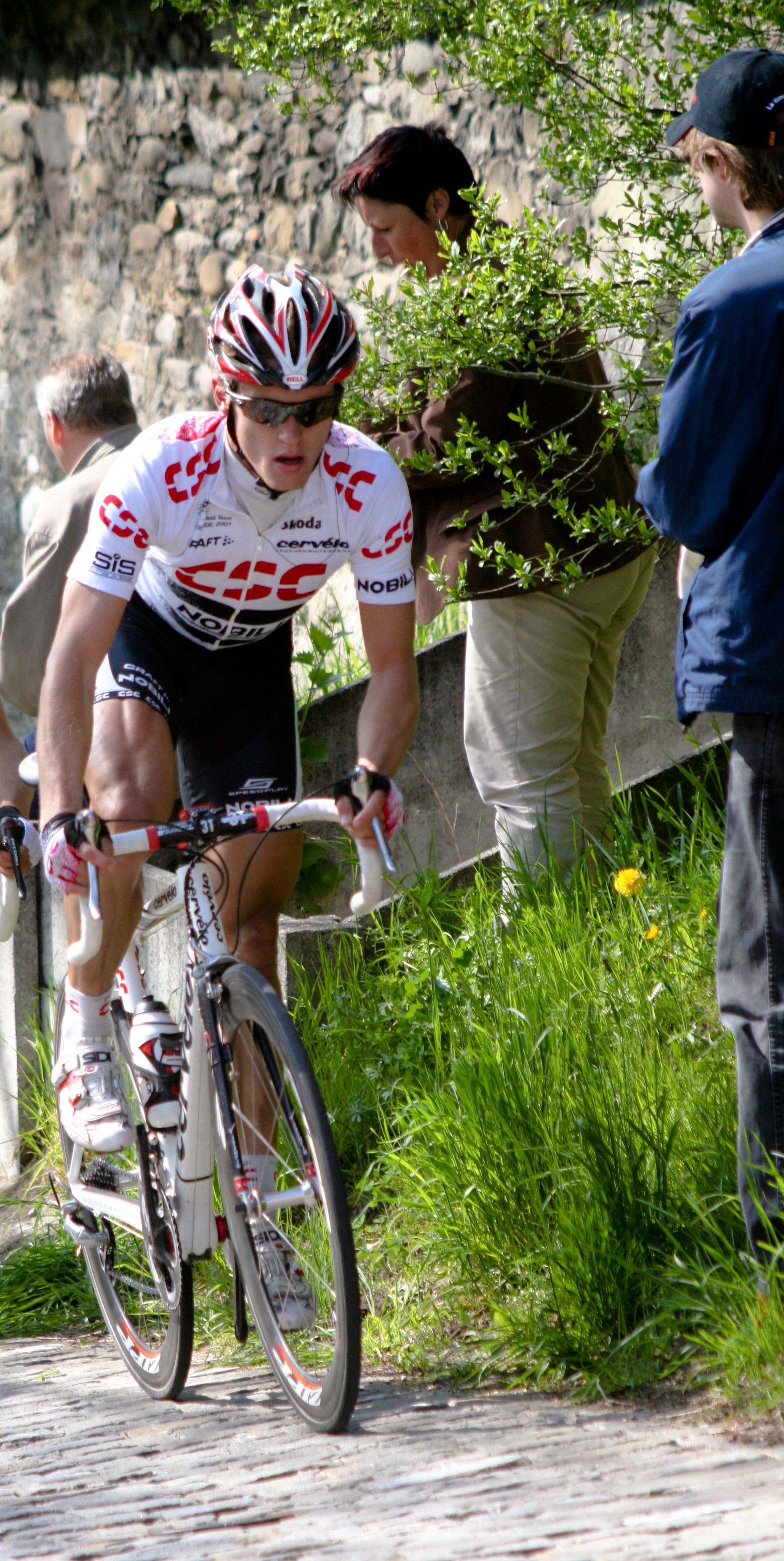
Matti Breschel lors du Tour de Romandie 2008 à Fribourg.

Matti Breschel, né le 31 août 1984 à Ballerup, est un coureur cycliste danois. Professionnel de 2005 à 2019, il a notamment remporté une étape du Tour d'Espagne 2008 et À travers les Flandres 2010.

## Biographie

### 2005-2010: Chez CSC

#### 2005-2006: Débuts professionnels chez CSC
Matti Breschel commence sa carrière professionnelle en 2005 dans l'équipe CSC. Il se fait très vite remarquer en terminant deuxième du Tour du Qatar derrière son coéquipier et compatriote Lars Michaelsen, pour sa première course professionnelle. Dès sa première saison, il termine quatrième du Grand Prix d'Isbergues et de Paris-Bourges (remporté par son coéquipier Lars Bak), et est présent dans le final de classiques réputées comme Paris-Tours.
La saison 2006 de Matti Breschel paraît commencer sous les meilleurs auspices, lorsqu'il termine troisième du Samyn et des Trois Jours de Flandre-Occidentale, mais à la suite d'un choc avec Robbie McEwen dans cette dernière course, il se blesse aux vertèbres. Il ne peut reprendre la compétition qu'en juin et la suite de sa saison n'est pas à la hauteur des attentes.

#### 2007: Premières victoires
En 2007, présent notamment dans le final de Paris-Roubaix (14e), il manque de peu sa première victoire professionnelle sur la 18e étape du Tour d'Italie, battu au sprint par Maximiliano Richeze. Il doit donc patienter jusqu'à la 2e étape du Tour du Danemark 2007, en août, pour fêter son premier succès, bientôt suivi d'un deuxième, sur la 2e étape du Tour d'Irlande.

#### 2008: Victoire d'étape sur le Tour d'Espagne
Après un début de saison 2008 décevant, il remporte la Commerce Bank International Championship, une étape du Ster Elektrotoer et deux étapes de son tour national. Il termine également deuxième du championnat du Danemark derrière Nicki Sørensen.
En fin de saison, il se révèle au plus haut niveau en remportant au sprint la dernière étape du Tour d'Espagne avant de prendre la troisième place aux championnats du monde.

#### 2009: Champion du Danemark
En 2009, il commence sa saison en Argentine au Tour de San Luis. Il termine deuxième des 4e et 6e étapes. Il réalise en suite une bonne campagne des classiques en terminant 6e du Tour des Flandres, 15e de Gand-Wevelgem et 9e de Paris-Roubaix. Il gagne ensuite sa première victoire de la saison sur la 2e étape du Tour de Catalogne et gagne la 5e étape du Tour de Luxembourg et la 4e étape du Tour de Suisse avant de devenir pour la première fois champion du Danemark fin juin. Il remporte également la 1re étape de son tour national début août.

#### 2010: Podium sur les championnats du monde sur route

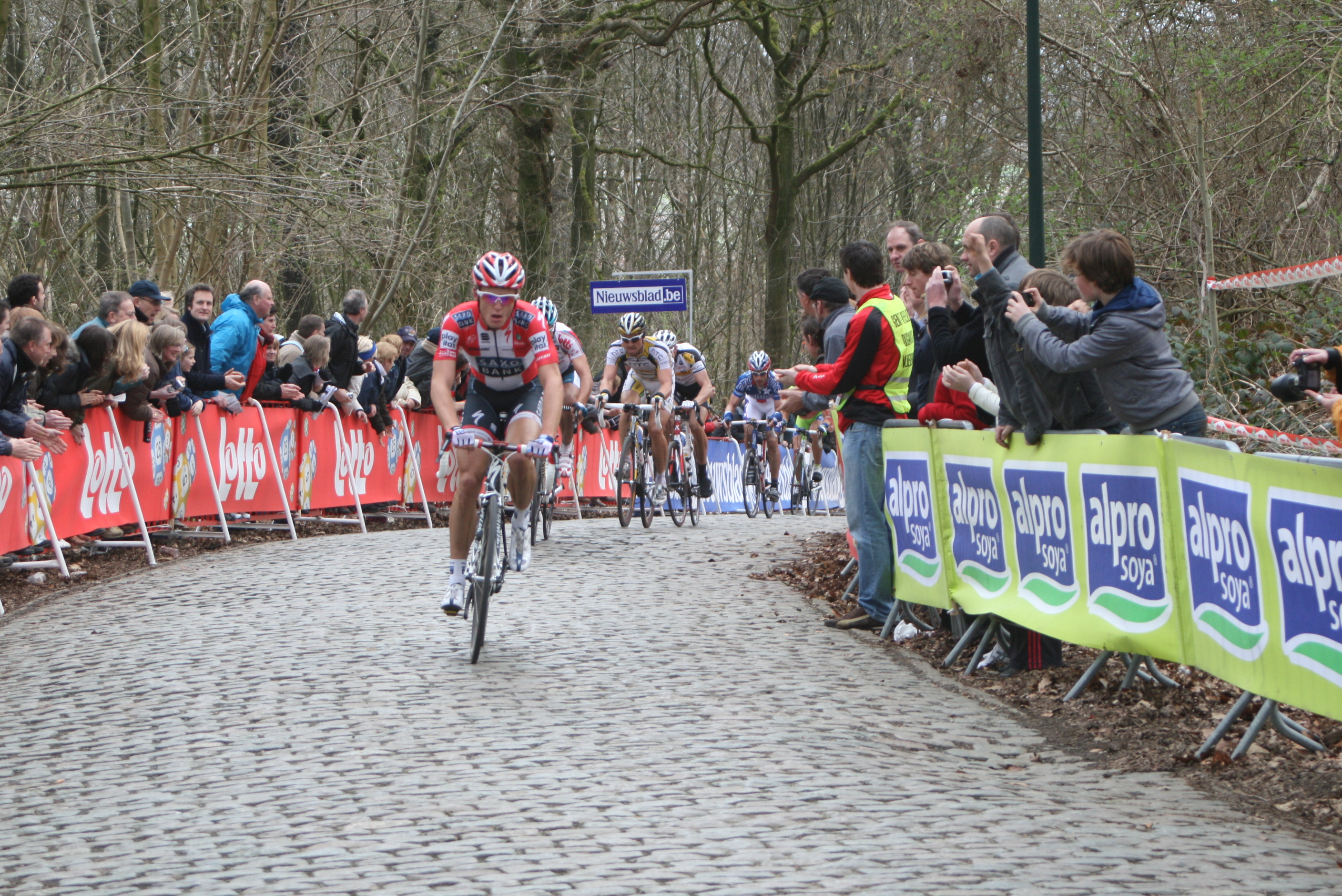
Matti Breschel lors de Gand-Wevelgem 2010 avec le maillot de Champion du Danemark

En 2010, Matti Breschel est toujours membre de l'équipe danoise Saxo Bank. Il commence sa saison notamment au Tour d'Oman puis participe à Tirreno-Adriatico avec entre autres un podium sur la première étape derrière Linus Gerdemann et Pablo Lastras. Sur la première classique de la saison, Milan-San Remo il termine onzième et premier coureur de son équipe.
Lors des classiques flandriennes, il commence en remportant la semi-classique À travers les Flandres, sa première victoire de la saison. Il gagne en solitaire en devançant le Belge Bjorn Leukemans et le Néerlandais Niki Terpstra. Il termine ensuite huitième de Gand-Wevelgem puis quinzième du Tour des Flandres remporté par son leader, le Suisse Fabian Cancellara et abandonne Paris-Roubaix.
Présent sur le Tour de Suisse, il participe ensuite au Tour de France pour la première fois de sa carrière. Au service de ses leaders Fabian Cancellara et Fränk et Andy Schleck, il obtient pour meilleur une huitième place sur la dernière étape. Il termine 142e du classement général, alors qu'Andy Schleck remporte l'épreuve après le déclassement de l'Espagnol Alberto Contador.
Sur son tour national, il remporte la troisième étape, porte le maillot de leader deux jours et termine cinquième du classement général final, à un peu plus d'une minute et demi de son leader Jakob Fuglsang. Le lendemain, l'équipe Rabobank annonce son recrutement pour deux saisons.
En fin de saison, il participe au sein de l'équipe nationale du Danemark aux championnats du monde sur route, disputés à Geelong en Australie. Lors du final, il lance son sprint aux 250 m mais se fait déborder par le Norvégien Thor Hushovd qui remporte le titre. Breschel termine second de l'épreuve et rapporte la médaille d'argent, montant sur le podium une marche plus haute que deux ans plus tôt.
Il termine sa saison sur deux podiums obtenus sur le Tour du Piémont et Paris-Bourges avec deux troisièmes places.
En décembre 2010, il est élu cycliste de l'année au Danemark.

### 2011-2012: Passage chez Rabobank
Matti Breschel rejoint l'équipe Rabobank afin d'y devenir un leader sur les classiques. Sa première saison au sein de cette équipe est cependant marquée par des blessures. Souffrant du genou gauche durant la deuxième moitié de l'année 2010 à cause d'une blessure ancienne et persistante, il est opéré au mois de novembre. Les douleurs réapparaissent lors de la première compétition qu'il dispute avec Rabobank, le Tour de l'Algarve. Il est de nouveau opéré quelques semaines plus tard et doit renoncer à disputer les classiques de printemps. Il reprend la compétition en mai, au Tour de Belgique. En août, il termine deuxième des deux premières étapes du Tour du Danemark, derrière Sacha Modolo puis Rémi Cusin. Il occupe pendant une journée la première place du classement général, puis abandonne lors de la 6e étape. À la fin du mois, il prend le départ du Tour d'Espagne. Cinquième et sixième d'étapes disputées au sprint, il est victime d'une chute lors de la sixième étape. Souffrant notamment d'un tendon déchiré et de doigts fracturés, il doit abandonner la Vuelta et renoncer à participer aux championnats du monde qui ont lieu en septembre dans son pays, à Copenhague. Il avait été désigné leader de l'équipe du Danemark pour cette compétition par le sélectionneur Lars Bonde,.
L'année suivante, Breschel obtient plusieurs places d'honneur sur les classiques flandriennes. Onzième du Grand Prix E3, il est ensuite troisième de Gand-Wevelgem puis neuvième du Tour des Flandres. 42e de la course en ligne des Jeux olympiques de Londres, Breschel obtient en août une victoire lors d'une étape du Tour de Burgos. En fin de saison, son retour dans l'équipe Saxo Bank-Tinkoff Bank dirigée par Bjarne Riis est annoncé. Celle-ci prend le nouveau nom de Saxo-Tinkoff.

### 2013-2015: Retour chez Saxo-Tinkoff

#### 2014
En 2014, il remporte sa première course par étapes à l'occasion du Tour de Luxembourg avant de terminer quatrième du championnat du monde sur route en septembre.

#### 2015

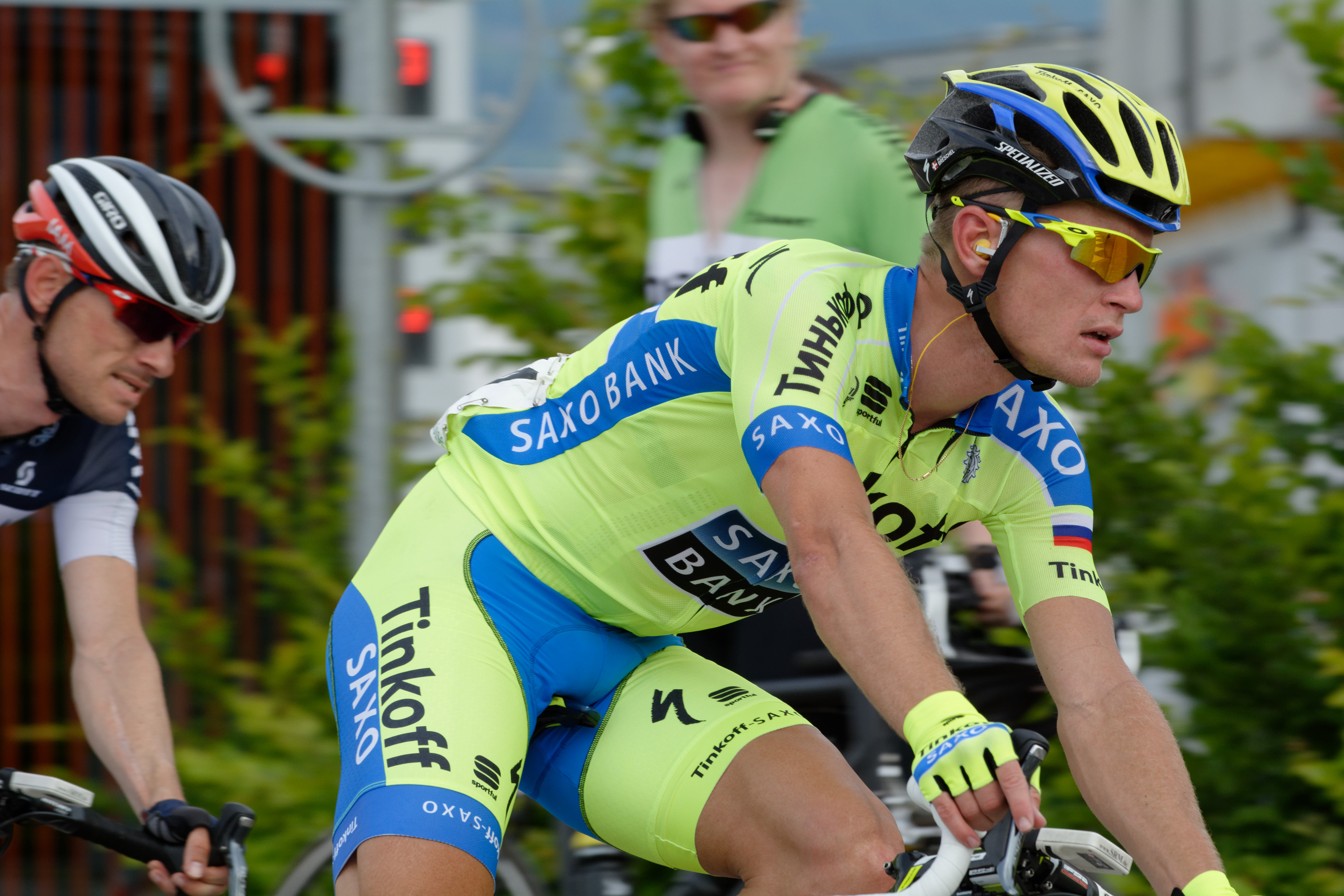
Matti Breschel sur le Tour de Suisse 2015

Pour sa troisième saison consécutive dans l'équipe russe Tinkoff-Saxo, il débute notamment sa saison en prenant part au Tour d'Oman et à Paris-Nice. Il participe ensuite à la première classique de la saison, Milan-San Remo avec pour leader son nouveau coéquipier slovaque Peter Sagan et termine 12e de la course dans le même temps que le vainqueur, John Degenkolb. Il participe ensuite aux classiques flandriennes et obtient notamment une 6e place sur le Grand Prix E3. Il prend également le départ de Gand-Wevelgem (abandon), Tour des Flandres (73e) et Paris-Roubaix (97e), toujours au service de Sagan.
Après une participation en juin au Tour de Suisse, il ne prend pas part au Tour de France mais prend la 10e place du Tour de Wallonie.
En août, il participe au Tour du Danemark dans l'équipe du tenant du titre, Michael Valgren. Il remporte la troisième étape à Vejle une seconde devant ses poursuivants et le lendemain la quatrième au sprint devant le Norvégien Edvald Boasson Hagen. Lors de la dernière étape, emmené par son coéquipier Michael Mørkøv, il laisse ce dernier remporter la victoire. Il termine meilleur sprinteur de la compétition et huitième du classement général final.
En fin de saison il signe un contrat avec l'équipe Cannondale.

### 2017: Astana
Au mois d'octobre 2016, il s'engage avec la formation Astana, qui l'engage notamment pour aider Michael Valgren lors des classiques ardennaises.
En 2017 il est sélectionné pour participer aux championnats d'Europe de cyclisme sur route.

### 2018-2019: Fin de carrière chez EF Education First
En 2019, il abandonne lors de la 4e étape du Tour d'Italie en raison d'une douleur persistante à la cheville. En août, il annonce qu'il arrête sa carrière à l'issue de la saison. Depuis plusieurs mois, il souffrait d'un rhumatisme inflammatoire qui le faisait souffrir à l’effort.

### 2020
Quelques semaines après avoir annoncé sa retraite de coureur professionnel, Education First le recrute en tant que Directeur Sportif.

## Palmarès et résultats

### Palmarès amateur
- 2000
  -  Champion du Danemark du contre-la-montre par équipes juniors
- 2001
  -  Champion du Danemark sur route juniors
  - Prologue du Tour de l'Abitibi
  - 3e du championnat du Danemark du contre-la-montre par équipes juniors
  - 3e du championnat du Danemark du contre-la-montre juniors
- 2002
  - Classement général des Trois Jours d'Axel
  - 1re étape des Deux Jours du Heuvelland
  - 2eb et 3eétapes du Tour de Münster juniors
  - 1re étape du Grand Prix Rüebliland
  - 3e du Tour de Münster juniors
- 2003
  - 2e étape de la Dan Bolig Cup
  - 3e de la Dan Bolig Cup
- 2004
  - 2e étape du Ringerike Grand Prix
  - Giro del Canavese
  - 3e étape du Circuit des Ardennes
  - 2e du Grand Prix Demy-Cars
  - 3e du championnat du Danemark sur route
  - 6e du championnat du monde sur route espoirs

### Palmarès professionnel
| - 2005 - 2e du Tour du Qatar - 3e du championnat du Danemark sur route - 2006 - 3e des Trois Jours de Flandre-Occidentale - 3e du Samyn - 2007 - 2e étape du Tour du Danemark - 2e étape du Tour d'Irlande - 2008 - Commerce Bank International Championship - 1re étape du Ster Elektrotoer - 2e et 3e étapes du Tour du Danemark - 21e étape du Tour d'Espagne - 2e du championnat du Danemark sur route - Médaillé de bronze du championnat du monde sur route - 2009 - Champion du Danemark sur route - 1re étape du Tour de Catalogne - 4e étape du Tour de Luxembourg - 4e étape du Tour de Suisse - 1re étape du Tour du Danemark - 2e de la Vattenfall Cyclassics - 3e du Tour d'Irlande - 6e du Tour des Flandres - 7e du championnat du monde sur route - 9e de Paris-Roubaix | - 2010 - À travers les Flandres - 3e étape du Tour du Danemark - Médaillé d'argent du championnat du monde sur route - 3e du Paris-Bourges - 3e du Tour du Piémont - 8e de Gand-Wevelgem - 2012 - 3e étape du Tour de Burgos - 3e de Gand-Wevelgem - 9e du Tour des Flandres - 2013 - 2e et 3e étapes du Tour du Danemark - 3e du Tour du Danemark - 8e du Grand Prix cycliste de Québec - 9e de la Vattenfall Cyclassics - 2014 - Tour de Luxembourg : - Classement général - 2e et 3e étapes - 4e du championnat du monde sur route - 2015 - 3e et 4e étapes du Tour du Danemark - 6e du Grand Prix E3 - 8e de la Vattenfall Cyclassics - 2018 - 3e de la Japan Cup |  |

### Résultats sur les grands tours

#### Tour de France
2 participations
- 2010 : 142e
- 2016 : abandon (14e étape)

#### Tour d'Italie
3 participations
- 2007 : 120e
- 2013 : non-partant (12e étape)
- 2019 : abandon (4e étape)

#### Tour d'Espagne
4 participations
- 2008 : 82e, vainqueur de la 21e étape
- 2009 : 68e
- 2011 : abandon (6e étape)
- 2012 : 159e

### Classements mondiaux
| Année                  | 2007 | 2008 | 2009 | 2010 | 2011 | 2012 | 2013 | 2014 | 2015 |
| ---------------------- | ---- | ---- | ---- | ---- | ---- | ---- | ---- | ---- | ---- |
| Classement ProTour     | 201e | 145e |      |      |      |      |      |      |      |
| Calendrier mondial UCI |      |      | 41e  | 136e |      |      |      |      |      |
| UCI World Tour         |      |      |      |      | 208e | 74e  | 125e | 224e | 94e  |

## Récompenses
- Cycliste danois de l'année en 2010[4]